# Rimsko-latinske vojne
Rimsko latinske vojne ali latinske vojne so bile niz vojn med starim Rimom (vključno z Rimskim kraljestvom in Rimsko republiko) in Latini, od najzgodnejših obdobij rimske zgodovine do končne podreditve Latinov Rimu po Latinski vojni.

## Prva vojna z Rimom
Latini so se prvič vojskovali z Rimom v 7. stoletju pr. n. št. med vladavino rimskega kralja Anka Marcija.
Po Liviju so vojno začeli Latini, ki so pričakovali, da bo Ank sledil pobožnemu prizadevanju za mir, ki ga je sprejel njegov ded Numa Pompilij. Latini so sprva vdrli na rimska ozemlja. Ko je rimska delegacija zahtevala odškodnino za škodo, so Latini dali prezirljiv odgovor. Ank je zato napovedal vojno Latinom. Napoved je pomembna, saj je po Liviju to bilo prvič, da so Rimljani napovedali vojno z obredi fetialov.
Ank Marcij je odkorakal iz Rima z na novo zbrano vojsko in zavzel latinsko mesto Politorium. Njegovi prebivalci so bili preseljeni na Aventinski grič v Rimu kot novi državljani, po rimskih tradicijah iz vojn s Sabinci in Albanci iz Alba Longe. Ko so drugi Latini nato zasedli prazno mesto Politorium, je Ank ponovno zavzel mesto in ga porušil. Nadaljnji državljani so bili preseljeni v Rim, ko je Ank osvojil latinski mesti Telleni in Ficana.
Vojna se je nato osredotočila na latinsko mesto Medullia. Mesto je imelo močno garnizijo in je bilo dobro utrjeno. Več spopadov se je zgodilo zunaj mesta in Rimljani so bili na koncu zmagoviti. Ank se je vrnil v Rim z veliko plena. Več Latinov je bilo pripeljanih v Rim kot državljani in so bili naseljeni ob vznožju Aventina blizu Palatinskega griča, pri templju boginje Murcie.

## Vojna z Rimom pod Tarkvinijem Priskom
Ko je Rimu vladal Lucij Tarkvinij Prisk, so se Latini dvakrat vojskovali z Rimom.
Prvič, kar se je po Fasti Triumphales zgodilo pred 588 pr. n. št., je Tarkvinij zavzel latinsko mesto Apiolae in od tam prinesel veliko plena v Rim.
Drugič je Tarkvinij podjarmil celoten Lacij in zavzel več mest, ki so pripadala Latinom ali so se uprla proti njim: Corniculum, staro latinsko mesto Ficulea, Cameria, Crustumerium, Ameriola, Medullia in Nomentum, preden je pristal na mir.

## Vojna med Kluzijem in Aricijo
V 508 pr. n. št. je Lars Porsena, kralj Kluzija (takrat veljal za eno najmočnejših mest Etrurije), zapustil Rim po končani vojni proti Rimu z mirovno pogodbo. Porsena je razdelil svoje sile in poslal del kluzijske vojske s svojim sinom Arunsom, da oblega latinsko mesto Aricijo. Aricijci so zaprosili za pomoč Latinsko ligo in tudi grško mesto Cumae (Kuma). Ko je prispela podpora, je aricijska vojska odšla izven mestnega obzidja in združene vojske so se srečale s kluzijskimi silami v bitki. Po Liviju so Kluzijci so sprva premagali aricijske sile, vendar so kumejske čete Kluzijcem dovolile prehod, nato pa so napadle od zadaj in zmagale proti Kluzijcem. Livij pravi, da je bila kluzijska vojska uničena.

## Pometijski upor
Leta 503 pr. n. št. sta se dve latinski mesti, Pometija in Kora, za kateri Livij pravi, da sta bili rimski koloniji, uprli Rimu. Pomagalo jima je južno pleme Avrunkov.
Livij pravi, da se je rimska vojska pod vodstvom konzulov Agripe Menenija Lanata in Publija Postumija Tuberta srečala s sovražnikom na mejah in zmagala, nato pa Livij pravi, da je bila vojna omejena na Pometijo. Livij pravi, da je vsaka stran pobila veliko sovražnih ujetnikov. Livij tudi pravi, da sta konzula praznovala triumf, vendar Fasti Triumphales beležijo, da sta Postumij praznoval ovacijo in Menenij triumf, oba nad Sabinci.
Naslednje leto sta bila konzula Opiter Virginius in Sp. Cassius. Livij pravi, da sta poskušala zavzeti Pometijo z naskokom, nato pa sta se zatekla k oblegovalnim napravam. Vendar so Avrunki uspešno izvedli izpad, uničili oblegovalne naprave, ranili mnoge in skoraj ubili enega od konzulov. Rimljani so se umaknili v Rim, rekrutirali dodatne čete in se vrnili v Pometijo. Ponovno so zgradili oblegovalne naprave in ko so bili tik pred zavzetjem mesta, so se Pometijci predali. Avrunški voditelji so bili obglavljeni, Pometijci prodani v suženjstvo, mesto porušeno in zemlja prodana. Livij pravi, da sta konzula praznovala triumf kot rezultat zmage. Fasti Triumphales beležijo samo en triumf, ki ga je izvedel Cassius (verjetno nad Sabinci, čeprav je napis nejasen).

## Bitka pri jezeru Regillus in foedus Cassianum
Leta 501 pr. n. št. je v Rim prišla novica, da se je trideset latinskih mest združilo v ligo proti Rimu na pobudo Oktavija Mamilija iz Tusculuma. Zaradi tega (in tudi zaradi spora s Sabinci) je bil Titus Larcius imenovan za prvega rimskega diktatorja, s Spuriusom Cassiusom kot njegovim magister equitum.
Vendar do vojne z Latini ni prišlo vsaj še dve leti.
Leta 499 pr. n. št. ali morda 496 pr. n. št., je izbruhnila vojna. Sprva je bila Fidenae oblegana (čeprav ni jasno s strani koga), Crustumerium je bil zavzet (spet ni jasno, kdo) in Praeneste je prebegnil k Rimljanom. Aulus Postumius je bil imenovan za diktatorja s Titusom Aebutiusom Elvo kot njegovim magister equitum. Z rimsko vojsko so vkorakali na latinsko ozemlje in zmagali v bitki pri jezeru Regillus.
Kmalu zatem, leta 495 pr. n. št., so se Latini uprli pozivom Volskov, da se jim pridružijo pri napadu na Rim in so celo dostavili volške ambasadorje v Rim. Rimski senat je v zahvalo podelil svobodo 6.000 latinskim ujetnikom, v zameno pa so Latini poslali zlato krono v tempelj Jupitra Optima Maksima v Rimu. Zbrala se je velika množica, vključno z osvobojenimi latinskimi ujetniki, ki so se zahvalili svojim ječarjem. Rečeno je bilo, da so se med Rimljani in Latini zaradi tega dogodka razvile velike prijateljske vezi. Latini so Rim opozorili tudi na volščansko invazijo, ki se je zgodila kmalu zatem istega leta.
Leta 493 je bila sklenjena pogodba, Foedus Cassianum, ki je vzpostavila vzajemno vojaško zavezništvo med latinskimi mesti z Rimom kot vodilnim partnerjem. Drugo ljudstvo, Herniki, se je zavezništvu pridružilo nekaj časa pozneje. Medtem ko natančno delovanje Latinske zveze ostaja negotovo, se zdi njegov splošni namen jasen. V 5. stoletju so Latine ogrožale invazije Ekvov in Volskov, kot del večjega vzorca oskijsko-umbrijsko (sabelskih) govorečih plemen, ki so se selila iz Apeninov v ravnice. Zdi se, da je bilo preplavljenih več obrobnih latinskih skupnosti in starodavni viri beležijo boje proti Ekvom, Volskom ali obema skoraj vsako leto v prvi polovici 5. stoletja. To letno vojskovanje bi prevladovali napadi in protinapadi, ne pa bitke na odprtem polju, ki jih opisujejo starodavni viri.

## Odcepitev Latinov od Rima (389–385)
Leta 390 je galska vojska najprej premagala rimsko vojsko v bitki pri Alliji in nato oplenila Rim. Po Liviju so Latini in Herniki po sto letih zvestega prijateljstva z Rimo, izkoristili to priložnost, da so leta 389 prekinili svojo pogodbo z Rimom. V svoji pripovedi o naslednjih letih Livij opisuje stalno poslabšanje odnosov med Rimom in Latini. Leta 387 je bila v rimskem senatu obravnavana situacija z Latini in Herniki, vendar je bila zadeva opuščena, ko je v Rim prišla novica, da je Etrurija pod orožjrm. Leta 386 so Antiati napadli Pomptinsko ozemlje in v Rimu je bilo poročano, da so Latini poslali bojevnike, da bi jim pomagali. Latini so trdili, da niso poslali pomoči Antiatijem, vendar niso prepovedali posameznikom, da se prostovoljno javijo za takšno službo. Rimska vojska pod Marcus Furius Camillusom (Kamil) in P. Valerius Potitus Poplicolo se je srečala z Antiati v Satricumu. Poleg Volščanov so Antiati pripeljali veliko število Latinov in Hernikov na polje. V bitki, ki je sledila, so bili Rimljani zmagoviti in Volščani so bili pobiti v velikem številu. Latini in Herniki so zdaj zapustili Volščane in Satricum je padel v roke Kamilu. Rimljani so zahtevali od Latinov in Hernikov, zakaj v zadnjih nekaj letih vojn niso priskrbeli nobenih kontingentov. Trdili so, da niso mogli dobaviti vojakov zaradi strahu pred volščanskimi vpadi. Rimski senat je menil, da je ta razlaga nezadostna, vendar da čas ni bil pravi za vojno. Leta 385 so Rimljani imenovali Aulus Cornelius Cossusa za diktatorja, da bi se spopadel z volščansko vojno. Diktator je svojo vojsko popeljal na Pomptinsko ozemlje, za katerega je slišal, da ga napadajo Volščani. Volščanska vojska je bila ponovno povečana z Latini in Herniki, vključno z vojaškimi enotami iz rimskih kolonij Circeii in Velitrae in v bitki, ki je sledila, so Rimljani ponovno zmagali. Večina ujetnikov je bila Hernikov in Latinov, vključno z visokimi uradniki, kar so Rimljani vzeli kot dokaz, da so njihove države formalno pomagale Volščanom. Vendar pa je upor Marka Manlija Kapitolina preprečil Rimu, da bi napovedal vojno Latinom. Ko so Latini, Herniki in kolonisti Circeii in Velitrae poskušali prepričati Rimljane, naj izpustijo svoje rojake, ki so bili ujeti, so bili zavrnjeni. Istega leta je bil Satricum koloniziran z 2.000 rimskimi državljani, vsak je prejel dva in pol jugera (en juger je ca. 1/4 hektarja) zemlje.
Nekateri sodobni zgodovinarji so podvomili v Livijevo prikazovanje Latinov kot upornikov proti Rimu. Cornell (1995) verjame, da ni bilo oboroženega upora Latinov, temveč se je vojaško zavezništvo med Rimom in drugimi latinskimi mesti očitno razkrojilo. V preteklih desetletjih je Rim znatno narasel v moči, zlasti z osvojitvijo etruščanskega Veiji in Rimljani so morda zdaj raje imeli svobodo delovanja kot obveznosti zavezništva. Prav tako se zdi, da so nekatera latinska mesta ostala zavezniška Rimu; glede na kasnejše dogodke bi to vključevalo vsaj Tusculum in Lanuvium, katerima Cornell dodaja Aricio, Lavinium in Ardeo. Koloniji Circeii in Velitrae sta verjetno ostali delno naseljeni z Volščani, kar pomaga razložiti njun upor, vendar sta ti dve naselji bolj kot katera koli druga latinska mesta čutili ranljivost zaradi rimskih agresivnih načrtov za Pomptinsko regijo.
Razdeljenost med Latini je tudi stališče Oakleyja (1997), ki v bistvu sprejema Cornellovo analizo. Nadaljnja zvestoba Ardee, Aricie, Gabii, Labicuma, Lanuviuma in Laviniuma bi pomagala razložiti, kako so rimske vojske lahko delovale v Pomptinski regiji. V svojih delih o zgodnji rimski republiki Tit Livij in Dionizij iz Halikarnasa pogosto omenjata moške iz držav, ki so bile formalno v miru z Rimom, ki so se borili v vojskah rimskih sovražnikov v zasebni vlogi. Čeprav bi to resnično lahko odražalo italsko vojskovanje tega obdobja, se zdi, da Livij to tukaj uporablja kot literarni motiv za zagotavljanje kontinuitete svoji pripovedi o 380-ih.

## Vojna med Rimom in Praeneste (383–379)
V zadnjih letih 380-ih se je Praeneste pojavil kot vodilno latinsko mesto v opoziciji proti Rimu. Glede na ozemlje je bil Praeneste tretje največje mesto v Laciju, vendar med 499 in 383 Praeneste popolnoma manjka v virih in zdi se, da se je večina bojev proti Ekvom s strani Rima in Latinske lige odvijala južno od njenega ozemlja. Sodobni zgodovinarji so zato predlagali, da je bil Praeneste preplavljen ali pa je vsaj prišel do nekakšnega dogovora z Ekvi. Če je bilo tako, Praeneste večino 5. stoletja ne bi bil del Latinske lige. Konec ekvanske grožnje v začetku 4. stoletja je Praeneste osvobodil, da se je lahko premaknil proti Rimu.

### Izbruh
Livij poroča, da se je leta 383 Lanuvium, ki je bil do takrat zvest Rimu, uprl. V Rimu so plemena na senatov nasvet soglasno razglasila vojno proti Velitraeju, potem ko je bilo imenovanih pet komisarjev za razdelitev pomptinskega ozemlja in trije za ustanovitev kolonije v Nepeteju. Vendar je v Rimu celo leto vladala kuga in nobena kampanja ni bila sprožena. Med uporniškimi kolonisti je bila mirovna stranka naklonjena prošnji Rimu za pomilostitev, vendar je vojna stranka še naprej uživala naklonjenost prebivalstva in bil je sprožen napad na rimsko ozemlje, s čimer so se končali vsi pogovori o miru. Govorilo se je tudi, da se je Praeneste uprl in prebivalci Tusculuma, Gabija in Labicija so se pritoževali, da so bila njihova ozemlja napadena, vendar rimski senat ni verjel tem obtožbam. Leta 382 sta konzularna tribuna Sp. in L. Papirius odkorakala proti Velitraeju, njuni štirje kolegi pa so ostali braniti Rim. Rimljani so premagali veliternijsko vojsko, ki je vključevala veliko število praenestinskih pomožnih enot, vendar so se vzdržali napada na kraj, saj so dvomili ali bi bil napad uspešen, in niso želeli uničiti kolonije. Na podlagi poročila tribunov je Rim napovedal vojno Praenesteju.
Od vseh starih latinskih mest je bil Lanuvium najbližje pomptinski ravnini; zato ni presenetljivo, da se je zdaj pridružil boju proti Rimu. Govorice o vojnah, ki naj bi izbruhnile, so pogoste v Livijevih spisih, vendar so dvomljive zgodovinskosti; takšne govorice bi bile lahke izmišljotine za analiste, ki so želeli oživiti svoje pripovedi. Vendar pa nekatere od njih morda temeljijo na verodostojnih zapisih; če je temu tako, to morda predstavlja poskus Praenesteja, da bi pridobil latinska mesta, ki so bila še vedno zvesta Rimu. Medtem ko so podrobnosti, ki jih je Livij navedel za kampanjo leta 382, verjetne, so prvotni zapisi verjetno navajali le, da je prišlo do bojev proti Praenesteju in Velitraeju.
Livij in Plutarh podajata vzporedni pripovedi za leto 381. Tega leta naj bi se Volski in Praenestinci združili in po Liviju, uspešno zavzeli rimsko kolonijo Satricum. V odgovor so Rimljani izvolili M. Furija Kamilija za konzularnega tribuna šestič. Kamiliju je bila z posebnim senatnim odlokom dodeljena volščanska vojna. Njegov kolega tribun L. Furius Medullinus je bil z žrebom izbran za njegovega sodelavca pri tem podvigu. Obstajajo nekatere razlike med Livijem in Plutarhom v njunih poročilih o kampanji, ki je sledila. Po Liviju so tribuni odkorakali iz Eskvilinskih vrat proti Satricumu z vojsko štirih legij, vsaka je štela 4.000 mož. V Satricumu so srečali vojsko, ki je bila precej številčnejša in željna bitke. Kamilij pa se ni hotel spopasti s sovražnikom, temveč je poskušal podaljšati vojno. To je razjezilo njegovega kolega, L. Furija, ki je trdil, da je Kamilij postal prestar in prepočasen in kmalu je pridobil celotno vojsko na svojo stran. Medtem, ko se je njegov kolega pripravljal na bitko, je Kamilij oblikoval močno rezervo in čakal na izid bitke. Volski so se začeli umikati kmalu po začetku bitke in kot so načrtovali, so bili Rimljani potegnjeni za njimi navzgor po vzpetini proti volščanskemu taboru. Tukaj so Volski postavili več kohort v rezervo in te so se pridružile bitki. Boj navzgor proti številčnejšim silam je bil pretežak in Rimljani začeli bežati. Vendar je Kamilij pripeljal rezerve in zbral bežeče vojake, da so se postavili. Ko je pehota omahovala, je rimska konjenica, ki jo je zdaj vodil L. Furius, razjahala in peš napadla sovražnika. Posledično so bili Volski poraženi in so v paniki pobegnili, njihov tabor pa je bil zavzet. Veliko Volskov je bilo ubitih, še več pa jih je bilo ujetih. Po Plutarhu je bolni Kamil čakal v taboru, medtem ko se je njegov kolega spopadel s sovražnikom. Ko je slišal, da so bili Rimljani poraženi, je skočil s postelje, zbral vojake in ustavil sovražnikovo zasledovanje. Nato je drugi dan Kamil izpeljal svoje sile, premagal sovražnika v bitki in zavzel njihov tabor. Kamil je nato izvedel, da so Satricum zavzeli Etruščani in da so bili vsi rimski kolonisti tam pobiti. Večino svojih sil je poslal nazaj v Rim, medtem ko je on z najmlajšimi možmi napadel Etruščane in jih izgnal iz Satricuma.
Od dveh ohranjenih različic te bitke naj bi bila Plutarhova bližje zgodnejšim analistom kot Livijeva. Zlasti Livij predstavlja bolj plemenito sliko Kamila kot Plutarh, in je tudi stisnil vse boje v en dan namesto v dva. Da bi se Praenestinci pridružili Volskom pri Satricumu in bili tam poraženi s strani Kamil, je dovolj verjetno; vendar pa se večina, če ne vse podrobnosti okoli bitke, vključno z domnevnim sporom med Kamilom in L. Furijem, danes štejejo za kasnejše izmišljotine. Zlasti obseg bitke in rimska zmaga sta bili močno pretirana.

### Rimska aneksija Tusculuma
Ko sta opisala Kamilovo zmago proti Volskom, Livij in Plutarh preideta na konflikt s Tusculumom. Po Liviju je Kamil našel Tusculane med ujetniki, zajetimi v bitki proti Volskom. Kamil jih je pripeljal nazaj v Rim in ko so bili ujetniki pregledani, je bila Tusculumu napovedana vojna. Po Plutarhu se je Kamil ravno vrnil v Rim z plenom, ko je bilo sporočeno, da se Tusculani nameravajo upreti. Vodenje vojne je bilo zaupano Kamilu, ki je za svojega kolega izbral L. Furija. Tusculum pa ni nudil nobenega odpora in ko je Kamil vstopil v mesto, je ugotovil, da vsi živijo svoje vsakdanje življenje, kot da ni vojne. Kamil je ukazal vodilnim možem Tusculuma naj gredo v Rim in zagovarjajo svoj primer. To so storili z diktatorjem Tusculuma kot govornikom. Rimljani so Tusculumu podelili mir in kmalu zatem polno državljanstvo.
Do leta 381 je bil Tusculum skoraj obkrožen z rimskim ozemljem in njegova priključitev je bila logičen korak za Rim. Poleg povečanja rimskega ozemlja in delovne sile je to imelo dodatno korist ločevanja Tiburja in Praenesteja od mest na Albanskih gričih. Tusculum je postal prvi rimski municipij, samoupravno mesto rimskih državljanov. Nekateri sodobni zgodovinarji so trdili, da je bil ta dogodek izumljen ali je retroprojekcija kasnejših dogodkov. Cornell (1995), Oakley (1998) in Forsythe (2005) sprejemajo vključitev Tusculuma leta 381 kot zgodovinsko. Livij in drugi kasnejši pisci so priključitev Tusculuma prikazovali kot dobrohotno dejanje, vendar ta pogled bolj pravilno odraža njihov čas, ko je bilo rimsko državljanstvo zelo iskano. V 4. stoletju, ko so se latinska mesta borila za ohranitev svoje neodvisnosti od Rima ,bi to veljalo za agresivno dejanje. Kasnejši dogodki razkrivajo, da Tusculum še ni bil trdno v rimskih rokah. V rimskem obdobju so imeli glavni magistrati Tusculuma naziv edili, vendar je možno, kot trdi Livij, da je bil leta 381 Tusculum pod vladavino diktatorja.

### Diktatura T. Quinctiusa Cincinnatusa
Livij podaja edino popolno pripoved za leto 380. Po neuspelem popisu v Rimu so plebejski tribuni začeli agitirati za odpis dolgov in ovirali vpis svežih legij za vojno proti Praenesteju. Niti novica, da so Praenestinci napredovali v okrožje Gabii ni odvrnila tribunov. Ko so izvedeli, da Rim nima vojske na terenu, je praenestinska vojska napredovala, dokler ni stala pred Kolinskimi vrati. Prestrašeni so Rimljani imenovali T. Quinctiusa Cincinnatusa za diktatorja z A. Semproniusom Atratinusom kot njegovim poveljnikom konjenice in zbrali vojsko. V odgovor so se Praenestinci umaknili k Allii, kjer so postavili tabor v upanju, da bodo spomini na njihov prejšnji poraz proti Galcem na istem mestu povzročili strah med Rimljani. Rimljani pa so se spomnili svojih prejšnjih zmag proti Latinom in uživali v priložnosti, da izbrišejo prejšnje poraze. Diktator je ukazal A. Semproniusu, naj napade praenestinsko središče s konjenico; diktator bi nato napadel neurejenega sovražnika z legijami. Praenestinci so se zlomili ob prvem napadu. V paniki so zapustili svoj tabor, beg se ni ustavil, dokler niso bili na vidiku Praenesteja. Sprva niso hoteli prepustiti podeželja Rimljanom, Praenestinci so postavili drugi tabor, vendar so ob prihodu Rimljanov tudi ta drugi tabor zapustili in se umaknili za obzidje svojega mesta. Rimljani so najprej zavzeli osem mest podrejenih Praenesteju, nato pa so se odpravili proti Velitraeju, ki je bil zavzet. Ko je rimska vojska prispela pred Praeneste, so se Praenestinci predali. Po porazu sovražnika v bitki in zavzetju dveh taborov in devetih mest se je Titus Quinctius zmagoslavno vrnil v Rim, s seboj pa je iz Praenesteja prinesel kip Jupitra Imperatorja. Ta kip je bil postavljen na Kapitolu med svetišči Jupitra in Minerve z napisom "Jupiter in vsi bogovi so dali, da je diktator Titus Quinctius zavzel devet mest". Titus Quinctius je odstopil s položaja dvajseti dan po svojem imenovanju. Po Dioniziju iz Halikarnasa in Festusu je bilo devet mest zavzetih v devetih dneh. Festus še dodaja, da je Quinctius zavzel Praeneste desetega dne in posvetil zlato krono, težko dve in tretjino rimskih funtov (en rimnski funt ali libra je 328.9 g). Dionizij iz Halikarnasa prav tako beleži rimsko zmago v bitki proti Praenestincem v tem letu, vendar ne podaja nobenih podrobnosti. Po Liviju so naslednje leto, 379, Praenestinci obnovili sovražnosti z spodbujanjem uporov med Latini; vendar, razen te omembe, Praeneste ni več omenjen v virih do leta 358.
Sodobni zgodovinarji na splošno sprejemajo jedro Livijevega poročila o diktaturi Tita Quinctiusa in njeno datiranje v leto 380. Tako se šteje za zgodovinsko, da je zavzel devet mest podrejenih Praenesteju in prisilil Praenestince, da so prosili za mir. Oakley (1998) prav tako verjame, da bi Quinctiusova zmaga v odprti bitki lahko bila zgodovinska in morda tudi njegovo zavzetje Velitraeja. Do leta 369 ni poročil o bojih proti Velitraeju, ampak to bi lahko bil tudi kasnejši izum. Vendar so trditve, da so Praenestinci korakali na Rim preko Gabija in postavitev bitke pri Allii zelo dvomljive zgodovinskosti. Glede na razlike med Livijem in Festusom, Oakley verjame, da je Festus, čeprav se je zmotil, ko je trdil, da je bila Praeneste zavzeta, pravilno navedel, da je T. Quinctius posvetil krono, namesto da bi, bolj veličastno, prinesel kip iz Praeneste. Titus Quinctius Flamininus naj bi prinesel kip Jupitra iz Makedonije po svojih zmagah v Drugi makedonski vojni dve stoletji kasneje in ta dva dogodka sta se nato pomešala. To stališče sprejema Forsythe (2005). Forsythe meni, da je napis T. Quinctiusa Cincinnatusa izvor bolj znane, a po Forsythejevem mnenju izmišljene zgodbe o diktaturi Lucija Quinctiusa Cincinnatusa in zmagi proti Ejvom leta 458 pr. n. št.

## Uničenje Satricuma (377)
Po Liviju so leta 377 Volski in Latini združili svoje sile pri Satricumu. Rimska vojska pod poveljstvom konzularnih tribunov P. Valerija Potita Poplicole in L. Emilija Mamercina je korakala proti njim. Bitko, ki je sledila, je prvi dan prekinila nevihta. Drugi dan so se Latini nekaj časa upirali Rimljanom, saj so poznali njihovo taktiko, vendar je konjeniški napad razbil njihove vrste in ko je rimska pehota sledila z novim napadom, so bili razbiti. Volski in Latini so se umaknili najprej v Satricum in nato v Antium. Rimljani so jih zasledovali, vendar niso imeli opreme za obleganje Antiuma. Po prepiru ali naj nadaljujejo vojno ali prosijo za mir, so latinske sile odšle in Antiati so predali svoje mesto Rimljanom. V besu so Latini zažgali Satricum in požgali celotno mesto, razen templja "Mater Matuta" – glas, ki je prihajal iz templja, naj bi grozil s strašno kaznijo, če ogenj ne bo oddaljen od svetišča. Nato so Latini napadli Tusculum. Presenečeno je padlo celotno mesto, razen citadele. Rimska vojska pod konzularnimi tribuni L. Quinctiusom Cincinnatusom in Ser. Sulpiciusom Rufusom je korakala na pomoč Tusculanom. Latini so poskušali braniti obzidje, vendar so bili ujeti med rimskim napadom in Tusculani, ki so izstopili iz citadele, vsi so bili pobiti.
Mater Matuta je bila božanstvo, prvotno povezano z zgodnjo jutranjo svetlobo in tempelj v Satricumu je bil glavno središče njenega kulta. Vendar Livij beleži tudi požig Satricuma, razen templja Mater Matuta, leta 346, tokrat s strani Rimljanov. Sodobni zgodovinarji se strinjajo, da je ta dvakratni požig Satricuma leta 377 in 346 podvojitev. Beloch, ki je verjel, da Rimljani ne bi zabeležili latinskega napada na Satricum, je požig leta 377 štel za retrojekcijo dogodkov iz leta 346. Oakley (1997) zavzema nasprotno stališče, saj verjame, da je manj verjetno, da bi stari zgodovinarji izumili požig s strani Latinov kot požig s strani Rimljanov. Čeprav je dvakratno čudežno reševanje templja zavrženo kot podvojitev, to ne pomeni samodejno, da močno sporni Satricum ni mogel biti zavzet tako leta 377 kot leta 346. Latinsko nezadovoljstvo z rimsko priključitvijo Tusculuma bi lahko pojasnilo, zakaj so morda delovali tudi v podporo protirimskemu uporu.

## Vojna med Rimom in Tiburjem (361–354)
Tibur je bil eno največjih latinskih mest, vendar je v virih le redko omenjen. Tako kot Praeneste bi Tibur zato lahko bil preplavljen ali odcepljen od Latinske lige s strani Ekvov v 5. stoletju. Livij nato poroča o dolgi vojni med Rimom in Tiburtom, ki je trajala od leta 361 do 354. Dva triumfa povezana s to vojno sta zabeležena v Fasti Triumphales. Iz zapisa Diodorja Sicilskega je razvidno, da je bil v tem obdobju tudi Praeneste v vojni z Rimom, vendar razen v povezavi z galsko invazijo leta 358 Praeneste v Livijevem poročilu o tem obdobju ni nikjer omenjen.

### Tiburski zavezniki z Galci
Po Liviju je bil neposredni vzrok za to vojno leta 361, ko so Tiburti zaprli svoja vrata pred rimsko vojsko, ki se je vračala s pohoda proti Hernikom. Na obeh straneh je bilo veliko pritožb in Rimljani so se odločili, da bodo Tiburtom napovedali vojno, če fetiali ne bodo dosegli odškodnine. V tem letu je na rimsko ozemlje vdrla tudi vojska plenilskih Galcev. Potem, ko so jih Rimljani porazil, so se ti Galci preselili v bližino Tiburta, kjer so Galci in Tiburti sklenili zavezništvo. Potem, ko so jih Tiburti oskrbeli, so se Galci premaknili v Kampanijo.
Naslednje leto 360, je konzul Gaj Poetilij (z vzdevkom "Balbus" po Liviju, po drugih virih pa "Libo Visolus") povedel vojsko proti Tiburtu. Vendar so se Galci ponovno pojavili iz Kampanije in pod Tiburtinskim vodstvom so napadli ozemlja Labicijev, Tuskula in Albe. Rimljani so v odgovor za diktatorja imenovali Kvinta Servilija Ahalo (konzul 365 pr. n. št.). Diktator je Galce premagal v bitki blizu Kolinskih vrat. Galci so pobegnili proti Tiburtu, a jih je konzul prestregel. Tiburti so se v neuspešnem poskusu pomoči zaveznikom odpravili na pohod, tako Tiburti kot Galci pa so bili potisnjeni skozi rimska vrata. Diktator je pohvalil konzule in se odpovedal svojemu položaju. Poetilij je praznoval dvojno zmago nad Galci in Tiburti, Tiburti pa so omalovaževali dosežke Rimljanov. V Fasti Triumphales je zapisano, da je konzul C. Poetelij Libon Vizol 29. julija praznoval zmago nad Galci in Tiburti. Po Liviju so Tiburti leta 359 ponoči odkorakali proti mestu Rim. Rimljani so bili sprva prestrašeni, toda ko je dnevna svetloba razkrila sorazmerno majhno silo, so konzuli napadli skozi dve ločeni vrati in Tiburtinci so bili poraženi.
Obstaja nekaj nedoslednosti v tem, kaj je povzročilo vojno med Rimom in Tiburjem in veliko podrobnosti za ta leta je verjetno izmišljenih. Zgodovinska resničnost te galske vojne je sama po sebi nekoliko dvomljiva; to, skupaj z dejstvom, da tako Tit Livij kot Fasti Triumphales pripisujeta zmago konzulu, je privedlo do dvomov tudi o zgodovinski resničnosti Servilijeve diktature.

### Obnovljeno zavezništvo med Rimljani in Latini
Leta 358 je Laciju ponovno grozil vdor Galcev. Livij zapisuje, da so Rimljani na njihovo zahtevo Latinom odobrili novo pogodbo. Latini so poslali močno vojsko v boj proti Galcem, ki so dosegli Praeneste in se naselili v deželi okoli Peduma, v skladu s staro pogodbo, ki se dolga leta ni spoštovala. Rimsko-latinska vojska, ki jo je vodil rimski diktator C. Sulpicius Peticus, je premagala Galce. V tem letu je Rim ustanovil tudi rimsko pleme Pomptino.
Nimamo natančnega znanja o tem, kdo so bili ti Latini ali če so bili v preteklih letih v vojni z Rimom. Druge latinske države verjetno niso bile zadovoljne s sedaj stalno rimsko prisotnostjo v regiji Pomptine, vendar bi resnost galske grožnje dala motiv za ponovno sklenitev zavezništva z Rimom. Vendar sta Tibur in Praeneste očitno ostala sovražna do Rima. Nobena od drugih latinskih držav ni zabeležena kot sovražna do Rima in je domnevno še naprej dobavljala vojake po letu 358, kar bi lahko bil eden od razlogov za povečano hitrost rimske širitve v 350. in 340. letih.

### Zaključek vojne
Livij na kratko opisuje le zadnja leta te vojne. Leta 356 je konzul Marcus Popillius Laenas poveljeval proti Tiburtom. Pregnal jih je v njihovo mesto in opustošil njihova polja. Leta 355 so Rimljani brez resnih bojev zavzeli Empulum iz Tiburta. Po mnenju nekaterih piscev, s katerimi se je Livij posvetoval, sta oba konzula, Gaius Sulpicius Peticusin Marcus Valerius Poplicola, poveljevala proti Tiburtom; po mnenju drugih je bil to samo Valerij, medtem ko je Sulpicij bojoval proti Tarkvinijcem. Nato so leta 354 Rimljani zavzeli Sasulo od Tiburta. Po tem so se Tiburti predali in vojna se je končala. Proti Tiburtom so praznovali zmago. V Fasti Triumfales je zapisano, da je M. Konzul Fabij Ambustus je 3. junija zmagal nad Tiburti. Diodor zapiše, da je Rim letos sklenil mir s Praenestejem.
To je edina zabeležena omemba Empuluma in Sassule. Morali sta biti majhni mesti na ozemlju, ki ga je nadzoroval Tibur, vendar njuni natančni lokaciji nista znani. Sodobni zgodovinarji menijo, da zavzetje tako neznanih krajev verjetno ni izmišljeno; morda tukaj končno izhajajo iz papeških zapisov o zavzetih mestih. Čeprav se zdi, da niso bili vsi boji, zabeleženi v tej vojni zelo resni, sta morala biti Tribur in Praeneste izčrpana zaradi nenehnega vojskovanja, ko sta leta 354 zaprosila za mir. O njiju ni več slišati pred izbruhom velike latinske vojne leta 340.

## Latinska vojna (340–338)
Z latinsko vojno so Latini in Volski naredili zadnji poskus, da bi se otresli rimske oblasti.

### Antični zapisi
Livij piše, da so Rimljani, ko so izvedeli za tajne pogovore Latinov s Kampanci, poslali po deset vodilnih mož med Latini, da pridejo v Rim in prejmejo navodila, pretvarjajoč se, da so zaskrbljeni za Samnite. V tem času sta imela Latini dva pretorja, Lucija Anija iz Setie in L. Numisija iz Circeii, obe koloniji. Z njunim prizadevanjem sta bili koloniji Signia in Velitrae ter tudi Volski prepričani, da se dvignejo v orožje proti Rimu. Ker ni bilo dvoma, kakšni so bili pravi razlogi za klicanje teh mož v Rim, so Latini sklicali svet, da bi se odločili, kaj naj njihovi voditelji odgovorijo na vprašanja, ki so jih pričakovali od Rimljanov. Na srečanju se je Anij pritožil, da Rim obravnava Latine kot podložnike in ne kot zaveznike ter predlagal, da bi Latini zahtevali, da se odslej en konzul in polovica senata izvolita izmed Latinov in tako dali Latinom in Rimljanom enak delež v vladi. Ta ukrep je bil sprejet in Anij je bil imenovan za tiskovnega predstavnika Latinov. Rimski senat je sprejel latinsko delegacijo na avdienci v templju Jupitra Optima Maksima na Kapitolskem griču, kjer so Latinom svetovali, naj ne vojskujejo s Samniti, s katerimi so imeli Rimljani pogodbo. V govoru senatu je Anij predstavil zahteve Latinov, na katere je prejel besen odgovor od konzula, T. Manlija Torkvata. Livij piše, da je po tradiciji, medtem ko so senatorji klicali bogove kot varuhe svojih pogodb z Latini, Anij bil slišan, kako je zavračal božansko moč rimskega Jupitra. Vendar pa je Anij, ko je besno zapuščal tempelj, zdrsnil na stopnicah in ob padcu izgubil zavest ali po nekaterih drugih virih umrl. Ko je Torkvat videl Anija ležati tam, je prisegel, da bo uničil vojske Latinov, tako kot so bogovi uničili latinskega odposlanca. Ta govor je bil divje pozdravljen s strani rimskega ljudstva in vojna je bila napovedana.

### Moderna razlaga
Sodobni zgodovinarji menijo, da je Livijev opis izbruha latinske vojne nehistorična fikcija, polna izmišljenih govorov, napisanih, kot je bila običajna praksa med starodavnimi zgodovinarji, da bi predstavili argumente obeh strani. Obstaja splošna podobnost med retoriko govorov, ki jih je Livij napisal za L. Anija in pritožbami ter zahtevami, ki so jih postavili rimski italijanski zavezniki v letih pred zavezniško vojno. Nekateri pisci, ki jih je Livij po znanih podatkih uporabljal za rimsko zgodovino v 4. stoletju, so živeli skozi zavezniško vojno in zanje bi bilo naravno, da bi videli vzporednice med latinsko vojno in sodobnimi dogodki. Tako kot je rimski senat zavrnil poslanstvo italijanskih upornikov leta 90 pr. n. št., je bilo zavrnjeno tudi latinsko poslanstvo leta 340 pr. n. št. Kasneje, v svojem opisu druge punske vojne, Livy omenja, da so nekateri njegovi viri trdili, da so Kapuanci po bitki pri Kanah podobno poslali veleposlaništvo in zahtevali enak delež v vladi Rimske republike. Vendar pa je to zavrnil kot podvojitev zahtev, ki so jih postavili Latini ob izbruhu latinske vojne. Sodobni zgodovinarji ne verjamejo, da so Latini leta 340 zahtevali konzula in polovico senata. Možno je, da je Kapua to res storila leta 216, vendar je Livij najverjetneje pravilno menil, da je to podvojitev poročil o latinski vojni. Namesto tega so predlagali, da so bile to zgodovinsko gledano politične zahteve, ki so jih postavili Italijani ob izbruhu zavezniške vojne. Vendar danes ne obstajajo starodavne potrditve takšnih zahtev. Do začetka 1. stoletja pr. n. št. se je Rim povzpel v prevladujočo silo v Sredozemlju in rimsko državljanstvo je bilo zelo zaželena usluga. Vendar pa se takšna čustva za 4. stoletje štejejo za anahronistična. Leta 340 je bil Rim še vedno le lokalna sila v Laciju, vendar sta njegova agresivnost in nedavna širitev v Kampanijo predstavljali naraščajočo grožnjo neodvisnosti manjših latinskih skupnosti, ki so tvegale, da jih bo popolnoma obkrožilo rimsko ozemlje. Latinska vojna ni bila posledica rimske zavrnitve delitve oblasti z drugimi Latini, temveč je bil to zadnji poskus Latinov, da ohranijo svojo neodvisnost. Pri tem so se jim pridružili Volsci, ki so bili v podobnem položaju kot Latini, ter Kampanci, Sidicini in Aurunci, trije narodi, ki so vsi tvegali, da bodo stisnjeni med naraščajočima silama Srednje Italije, Rimom in Samniti.

### Jugovzhodna kampanja 340 pr. n. št.
Latini so vstopili v Samnij; rimska-samnitska vojska se je premaknila do Fucinskega jezera, nato pa, izogibajoč se Laciju, vstopila na kampansko ozemlje in napadla Latine in Kampance blizu Vezuva. V bitki pri Vezuvu so Rimljani pod konzuloma Publij Decijem Musom in Tit Manlijem Torkvatom Imperiosusom premagali Latine. Po rimskih virih je Manlij ponovno vzpostavil vojaško disciplino z usmrtitvijo svojega sina zaradi njegove nenamerne neposlušnosti, medtem ko je Decij žrtvoval svoje življenje bogovom za rimsko zmago.

### Rimska podreditev Latinov in Volskov 339–338 pr. n. št.
Leto kasneje je Manlij premagal Latine v bitki pri Trifanu. Latini so bili dokončno poraženi leta 338 pr. n. št. v bitki pri Pedumu  ob reki Astura, kjer je Gaj Menij poveljeval rimskim pomorskim silam, ki so premagale združene latinske vojske [[Antija, Lanuvija, Aricije in Velitrae.

### Zaključek
Z latinsko vojno so Latini in Volski naredili zadnji poskus, da bi se otresli rimske oblasti, vendar je Rim je znova zmagal. V mirovnem sporazumu, ki je sledil, je Rim nekatere države v celoti priključil, druge pa so ostale avtonomne latinske države, vendar je bila Latinska liga razpuščena. Namesto tega so bile preživele latinske države vezane na Rim z ločenimi dvostranskimi pogodbami. Kampanjci, ki so se postavili na stran Latinov, so bili organizirani kot civitas sine suffragio – državljanstvo brez volilne pravice – kar jim je dalo vse pravice in dolžnosti rimskega državljana, vključno z vojaško službo, razen pravice do glasovanja v rimskih skupščinah. Ta mirovni sporazum je postal vzorec za to, kako je Rim kasneje ravnal z drugimi poraženimi državami.